# Corporazione di San Luca

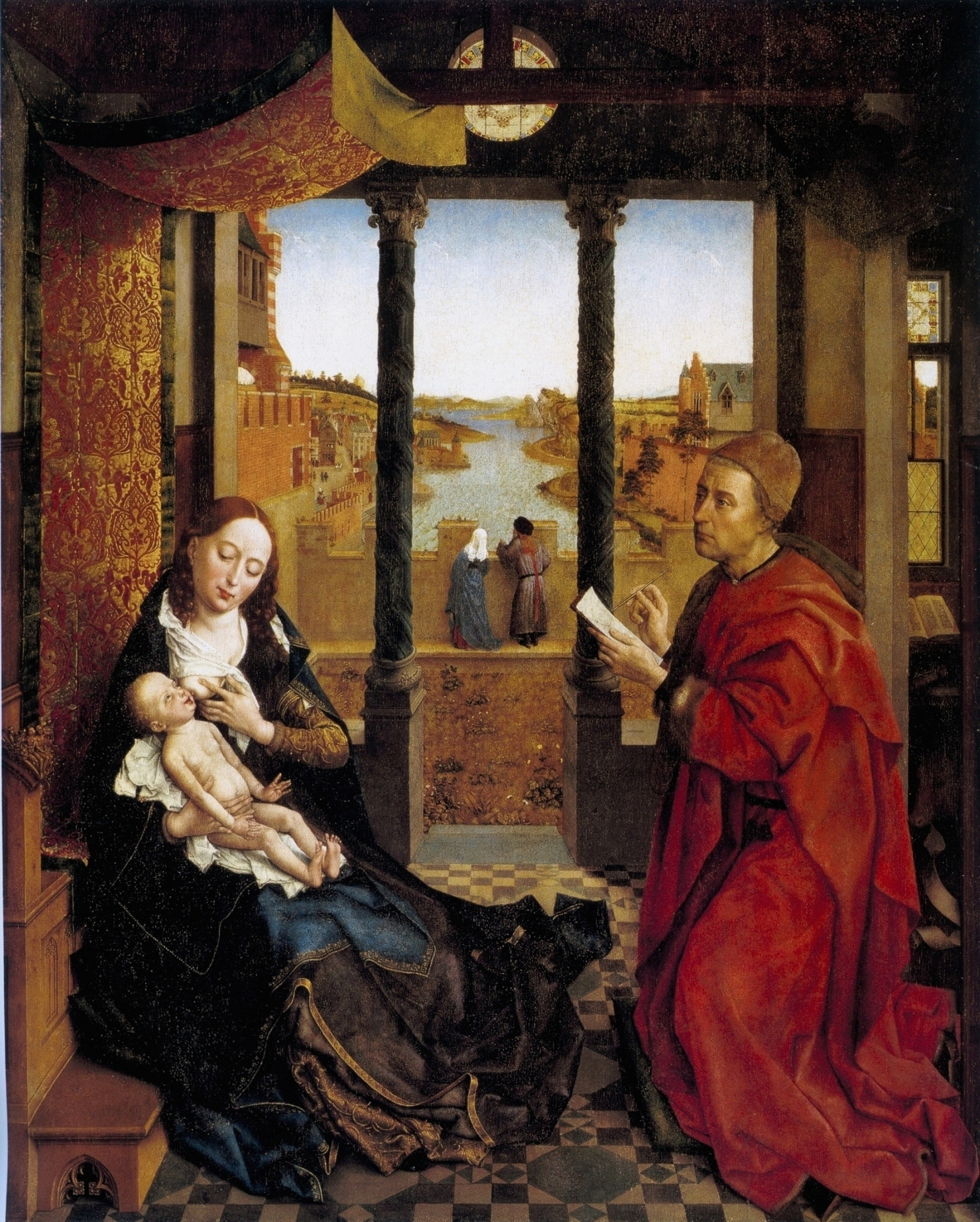
San Luca ritrae la Madonna, Rogier van der Weyden, 1440, Boston, Museum of Fine Arts

La Corporazione di San Luca (o Gilda di San Luca) era una delle corporazioni di artisti ed artigiani attive soprattutto durante il periodo barocco (la cosiddetta età d'oro) nelle Fiandre e in Olanda. La corporazione deve il suo nome a Luca evangelista, il santo patrono degli artisti che secondo la tradizione cristiana dipinse la figura della Madonna e quadri dei santi Pietro e Paolo.
Le sue sedi più importanti furono istituite ad Anversa, Utrecht, Delft e Leida. La sede di Anversa in particolare continuò ad esistere fino al 1795, anche se a quel punto aveva già perso gran parte del suo potere. In molti centri amministrativi, tra cui Anversa, il governo locale aveva donato alle Gilde il potere di controllare e regolare particolari tipi di traffici commerciali tra le città. L'appartenenza ad una corporazione fu perciò richiesta obbligatoriamente per la vendita di opere d'arte o per l'assunzione di apprendisti nelle botteghe; regole simili sono attestate anche a Delft. Le prime gilde ad Anversa e Bruges, crearono la base per il modello che fu poi seguito in altre città; possedevano un proprio centro di vendita ed esposizione nel quale i membri potevano distribuire i lor dipinti direttamente al pubblico. La corporazione di San Luca non rappresentò soltanto pittori e scultori ma anche commercianti, artisti dilettanti e amanti dell'arte. Confezionando recensioni su artisti contemporanei ed emettendo giudizi su dispute tra questi, le gilde acquisirono un forte potere ed influirono attivamente sulla carriera di un qualsiasi autore.
Tra i membri più illustri della corporazione troviamo i pittori Johannes Vermeer, Rubens, Frans Hals, Jacob Jordaens, Rembrandt, Antoon van Dyck, Justus van Egmont, Pieter Bruegel.

## Alcune Gilde di San Luca e i loro membri

### Anversa

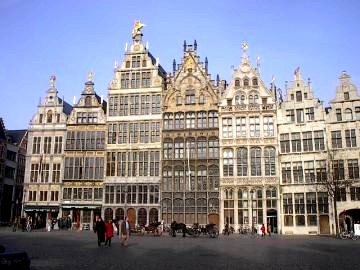
La sede della corporazione ad Anversa.

Anche se non divenne un grande centro d'arte fino al XVI secolo, Anversa fu una delle prime città, se non la prima, a fondare la propria corporazione di San Luca. La gilda viene menzionata per la prima volta addirittura nel 1382, mentre riceve dalla città particolari poteri e privilegi nel 1442.
| - Pieter Coecke van Aelst (1527) - Nicolas Lucidel (1539) - Catharina van Hemessen (1548?) - Pieter Bruegel il Vecchio (1551) - Gillis Congnet (1561) - Jan de Wael (1584) - Pieter Brueghel il Giovane (1585) - Guilliam Van Deynen (1596) - Jan Wildens (1596) - Peter Paul Rubens (1598) - Frans Snyders (1602) - Louis de Caullery (1602) - Caspar van den Hoecke (1603) - Erasmus Quellinus il Vecchio (1606) - Jacob van Hulsdonck (1608) - Andries van Eertvelt (1609) - Gijsbrecht Leytens (1611) - Pieter Snayers (1612) - Michel Lasne (1617-1618) - Theodoor Rombouts (1625) - Adriaen van Utrecht (1625) - Willem van Haecht (1626) | - Lucas van Uden (1626-27) - Justus van Egmont (1628) - Erasmus Quellinus il Giovane (1633-34) - Pieter van Lint (1633-1634) - Artus Quellinus il Vecchio (1640-41) - Pieter Verbruggen il Vecchio (1641) - Jan van Kessel il Vecchio (1645) - Jan Pauwel Gillemans il Vecchio (1648) - Pieter Van Bredael (1650) - Ambrosius Brueghel (1653) - Jan Pieter van Baurscheit il Vecchio (1695) - Jan Pieter van Baurscheit il Giovane (1713) - Henri Joseph Antonissen (1752) - Balthasar Ommeganck (1767) - Hendrik de Cort (1770) - Petrus Johannes van Regemorter (1785) |

### Delft

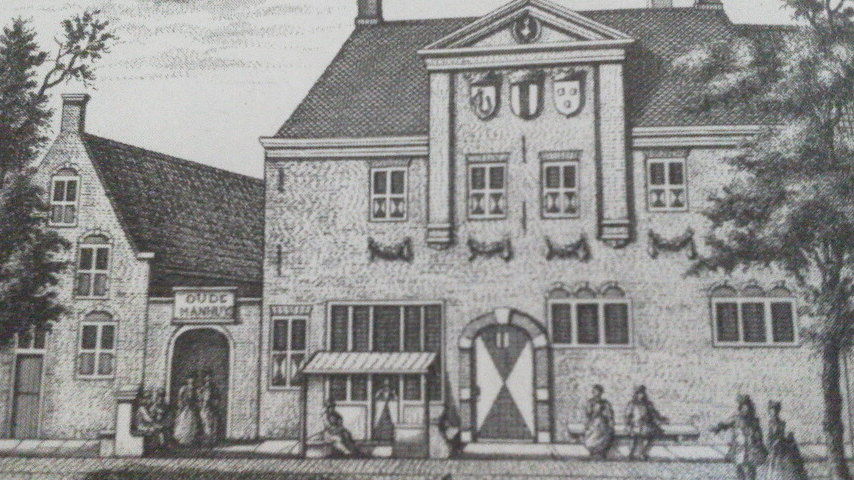
Gilda di San Luca di Delft, 1730, incisione di anonimo.

La Corporazione di San Luca di Delft fu istituita in un periodo successivo, ed ebbe vita breve; nonostante ciò ebbe grande importanza, e nel XV secolo rimase sotto l'influenza di Veermer.
- Jan Vermeer
- Gerard Houckgeest
- Hendrick van Vliet
- Emanuel de Witte
- Pieter de Hooch
- Cornelis de Man
- Carel Fabritius
- Pieter Steenwijck

### Haarlem
- Frans Hals
- Judith Leyster
- Cornelis van Haarlem
- Jacob van Campen
- Jan Van Vianen
- Cornelis Dusart
- Hendrick Mommers
- Thomas Wijck
- Cornelis van Wieringen

### Leida
- Pieter Steenwijck

### Bruxelles
- Rogier Van der Weyden

### Tournai
- Michel Bouillon

### Utrecht
La Corporazione di San Luca di Utrecht fu fondata nel 1611. Gli artisti membri facevano parte precedentemente della Gilda dei sellai.
- Paulus Moreelse
- Dirck van Baburen[9]
- Abraham Bloemaert
- Adam Willaerts
- Joost Cornelisz. Droogsloot
- Gerrit van Honthorst
- Cornelis van Poelenburch
- Jan Van Bijlert